# Joseph de Guignes
Joseph de Guignes (Pontoise, 19 ottobre 1721 – Parigi, 19 marzo 1800) è stato un orientalista e sinologo francese.
Joseph de Guignes nacque a Pontoise da Jean Louis de Guignes e Françoise Vaillant.
Succedette a Étienne Fourmont alla Libreria Reale come esperto di lingue orientali. Venne ammesso nel 1752 nella Royal Society di Londra, grazie al suo trattato A Mémoire historique sur l'origine des Huns et des Turcs pubblicato nel 1748. Nel 1754 divenne membro associato della Académie des inscriptions et belles-lettres.
Due anni dopo iniziò la stesura  della sua opera più complessa e vasta, la Histoire générale des Huns, des Mongoles, des Turcs et des autres Tartares occidentaux (1756-1758); nel 1757 ottenne la cattedra di Siriaco al Collège de France. Una delle sue tesi più discusse in ambito linguistico fu la convinzione dell'origine esterna dei cinesi a partire da un'ipotetica colonizzazione egiziana. A tal proposito pubblicò numerosi articoli nei quali sostenne un possibile collegamento tra la scrittura geroglifica egizia e gli ideogrammi cinesi. Nonostante questo errore grossolano, de Guignes ebbe il merito di intuire che i cartigli ad anello dei testi egizi contenessero nomi reali.
Il figlio di Joseph, Chrétien-Louis-Joseph de Guignes (1759-1845) fu a sua volta un sinologo, partecipando inoltre alla missione diplomatica di Isaac Titsingh presso la corte di Qianlong.